# Élections sénatoriales de 2004 dans le Vaucluse
Les élections sénatoriales en Vaucluse ont eu lieu le dimanche 26 septembre 2004. Elles ont eu pour but d'élire les sénateurs représentant le département au Sénat pour un mandat de dix années.

## Contexte départemental
Lors des élections sénatoriales du 24 septembre 1995 en Vaucluse, trois sénateurs ont été élus, un RPR et deux UDF.
Depuis, tous les effectifs du collège électoral des grands électeurs ont été renouvelés, avec les élections législatives françaises de 2002, les élections régionales françaises de 2004, les élections cantonales de 2001 et 2004 et les élections municipales françaises de 2001.

## Sénateurs sortants
| Sénateur | Sénateur     | Parti | Fonctions lors de l'élection en 1995           |
| -------- | ------------ | ----- | ---------------------------------------------- |
|          | Claude Haut  | PS    | Conseiller général, maire de Vaison-la-Romaine |
|          | Alain Dufaut | UMP   | Conseiller général                             |

## Présentation des candidats et des suppléants
Les nouveaux représentants sont élus pour une législature de 10 ans au suffrage universel indirect par les 1177 grands électeurs du département. Dans le Vaucluse, les sénateurs sont élus au scrutin majoritaire à deux tours. Leur nombre reste inchangé, 3 sénateurs sont à élire. Ils sont 18 candidats dans le département, chacun avec un suppléant.
| T/S | Candidats | Candidats           | Parti | Principale fonction                            |
| --- | --------- | ------------------- | ----- | ---------------------------------------------- |
| T   |           | Nicette Aubert      | PCF   |                                                |
| S   |           |                     | PCF   |                                                |
| T   |           | André Castelli      | PCF   |                                                |
| S   |           |                     | PCF   |                                                |
| T   |           | Guy Moureau         | PCF   |                                                |
| S   |           |                     | PCF   |                                                |
| T   |           | Jean-Louis Peyron   | Verts |                                                |
| S   |           |                     | Verts |                                                |
| T   |           | Christian Gros      | PS    |                                                |
| S   |           |                     | PS    |                                                |
| T   |           | Maurice Lovisolo    | PS    |                                                |
| S   |           |                     | PS    |                                                |
| T   |           | Claude Haut         | PS    | Sénateur sortant, président du conseil général |
| S   |           |                     | PS    |                                                |
| T   |           | Xavier Bernard      | DVG   |                                                |
| S   |           |                     | DVG   |                                                |
| T   |           | Sarah Bernard       | DVG   |                                                |
| S   |           |                     | DVG   |                                                |
| T   |           | Jean-Louis Fontaine | DIV   |                                                |
| S   |           |                     | DIV   |                                                |
| T   |           | Christian Meffre    | UDF   |                                                |
| S   |           |                     | UDF   |                                                |
| T   |           | Yves Rousset-Rouard | UMP   | Maire de Ménerbes                              |
| S   |           |                     | UMP   |                                                |
| T   |           | Jean-Claude Andrieu | UMP   |                                                |
| S   |           |                     | UMP   |                                                |
| T   |           | Maurice Giro        | UMP   | Député, maire de Cavaillon                     |
| S   |           |                     | UMP   |                                                |
| T   |           | Alain Milon         | UMP   | Conseiller général, maire de Sorgues           |
| S   |           |                     | UMP   |                                                |
| T   |           | Alain Dufaut        | UMP   | Sénateur sortant, conseiller général           |
| S   |           |                     | UMP   |                                                |
| T   |           | Jacques Bompard     | FN    | Conseiller général, maire d'Orange             |
| S   |           |                     | FN    |                                                |
| T   |           | Marie-Josée Cros    | MNR   |                                                |
| S   |           |                     | MNR   |                                                |

## Résultats
| Candidat et parti politique | Candidat et parti politique | Candidat et parti politique | Premier tour | Premier tour | Second tour | Second tour |
| Candidat et parti politique | Candidat et parti politique | Candidat et parti politique | Voix         | %            | Voix        | %           |
| --------------------------- | --------------------------- | --------------------------- | ------------ | ------------ | ----------- | ----------- |
|                             | Alain Dufaut                | UMP                         | 499          | 43,43        | 586         | 51,13       |
|                             | Alain Milon                 | UMP                         | 453          | 39,43        | 547         | 47,73       |
|                             | Claude Haut                 | PS                          | 439          | 38,21        | 571         | 49,83       |
|                             | Jean-Claude Andrieu         | UMP                         | 404          | 35,16        | 493         | 43,02       |
|                             | Maurice Lovisolo            | PS                          | 364          | 31,68        | 433         | 37,78       |
|                             | Christian Gros              | PS                          | 340          | 29,59        | Retrait     | Retrait     |
|                             | Yves Rousset-Rouard         | UMP                         | 130          | 11,31        | 140         | 12,22       |
|                             | Jacques Bompard             | FN                          | 111          | 9,66         | Retrait     | Retrait     |
|                             | Maurice Giro                | UMP                         | 95           | 8,27         | Retrait     | Retrait     |
|                             | André Castelli              | PCF                         | 86           | 7,48         | 300         | 26,18       |
|                             | Nicette Aubert              | PCF                         | 79           | 6,88         | Retrait     | Retrait     |
|                             | Guy Moureau                 | PCF                         | 68           | 5,92         | Retrait     | Retrait     |
|                             | Christian Meffre            | UDF                         | 59           | 5,13         | Retrait     | Retrait     |
|                             | Xavier Bernard              | DVG                         | 48           | 4,18         | Retrait     | Retrait     |
|                             | Jean-Louis Peyron           | Verts                       | 26           | 2,26         | Retrait     | Retrait     |
|                             | Sarah Bernard               | DVG                         | 14           | 1,22         | Retrait     | Retrait     |
|                             | Jean Louis Fontaine         | DIV                         | 8            | 0,70         | Retrait     | Retrait     |
|                             | Marie Josée Cros            | MNR                         | 5            | 0,44         | Retrait     | Retrait     |
|                             |                             |                             |              |              |             |             |
| Inscrits                    | Inscrits                    | Inscrits                    | 1 177        | 100,00       | 1 177       | 100,00      |
| Abstentions                 | Abstentions                 | Abstentions                 | 14           | 1,19         | 11          | 0,93        |
| Votants                     | Votants                     | Votants                     | 1 163        | 98,81        | 1 166       | 99,07       |
| Blancs et nuls              | Blancs et nuls              | Blancs et nuls              | 14           | 1,19         | 20          | 1,70        |
| Exprimés                    | Exprimés                    | Exprimés                    | 1 149        | 97,62        | 1 146       | 97,37       |